# Euxoa megastigma
Euxoa megastigma är en fjärilsart som beskrevs av Smi 1900. Euxoa megastigma ingår i släktet Euxoa och familjen nattflyn. Inga underarter finns listade i Catalogue of Life.